# Драгослав Ђорђевић (политичар)
Драгослав Ђорђевић (Закута код Краљева, 14. јануар 1887 – Београд, 11. март 1973) био је српски професор, књижевник и политичар. Ђорђевић је био и бан прво Врбаске, а потом и Вардарске бановине.

## Биографија
Драгослав Ђорђевић је рођен 14. јануара 1887. године у селу Закута код Краљева. Отац Павле је био учитељ, а мајка Станка домаћица. Основну школу је завршио у Крагујевцу, а гимназију је похађао у Крушевцу и Крагујевцу. Због учествовања у штрајку био је избачен из гимназије у Крагујевцу, па је 1906. године матурирао у Трећој мушкој гимназији у Београду. Студирао је на педагошко-филозофској групи Филозофског факултета у Београду, где је дипломирао 1912. године. Још у току студија ради је у Параћину као наставник гимназије. Борио се у Балканским ратовима и у Првом светском рату, у ком је био командир вода 3. батерије Дунавског артиљеријског пука. Током рата је био тешко рањен у главу.
Ђорђевић је био међу првим официрима који су ушли у Суботицу, где је био постављен за шефа војне цензуре и војне полиције. Ову дужност је обављао до 1919. године. Такође, у периоду од 1913. до 1919. године радио је као суплент Треће београдске гимназије. У Суботици се оженио Маром Малагурском, књижевницом. Након што је престао да обавља дужност шефа војне полиције, Ђорђевић одлази у Енглеску, где је од 1919. до 1921. године био професор ниже гимназије за српске ђаке у Фавершаму и чиновник посланства у Лондону. Боравак у Енглеској је искористио и за студије педагогије.
Након повратка у отаџбину постао је директор гимназије у Суботици (1921-1924). У овом периоду се даље развија и његова политичка каријера. Године 1923. постао је велики жупан Суботице, а од 1926. до 1927. године је био и градоначелник овог града, након чега је први пут био пензионисан. Од 1929. до 1932. године био је Начелник Одељења за основну наставу Министарства просвете. Његов главни циљ је био да допринесе изједначавању школског законодавства у Југославији. Након овога је постао члан Државног савета и помоћник министра просвете (1932/33), а потом је поново био пензионисан. У јуну 1933. године именован је за сенатора. У априлу 1934. године постављен је за бана Врбаске бановине, а почетком 1935. пребачен је на положај бана Вардарске бановине. Сенатор је био у два наврата: од 1933. до 1934. и од 1935. до 1939. године. Био је врло близак пријатељ Милана Стојадиновића. Други светски рат је провео у заробљеништву у Немачкој.
Поред рада у просвети и политици, Ђорђевић се бавио и науком, књижевношћу и новинарством. Свој први рад је објавио 1903. године у крагујевачкој Јавности, а прве песме и приповетке је објавио у збирци ђачких радова Подмладак 1905. године. Био је оснивач и први председник Академског педагошког друштва на Београдском универзитету (1912). Своја књижевна дела, као и преводе М. Горког и М. Арцибашева објављивао је у листовима Живот, Пролетер, Социјалист, Трговински гласник, Братство, Бачванини, Суботичке новине, Југословенски дневник. Уредио је 1932. године алманах Шумадија у прошлости и садашњости.
Драгослав Ђорђевић је преминуо 11. марта 1973. године у Београду.

## Објављена дела
- Филозофска настава у средњој школи, Београд 1930.
- Три народа па ипак унитарна држава, Београд 1939.
- превод с руског: М. Арцибашев, Сањин, Београд 1910.